# Troisième guerre civile centrafricaine
Pour les articles homonymes, voir Guerre civile centrafricaine.
Batailles
- Bouca
- Gaga
- Bouar
- Massacre de Bouar
- Incendie de Camp Bangui
- 1er Massacre de Boali
- 2e Bangui
- Bossangoa
- Opération Sangaris
- Bozoum
- Massacre de Bohong
- Massacre de Bossembélé‎
- Massacre de Bossemptélé
- Massacre de Baoro
- 2e Massacre de Boali
- 1er Grimari
- 2e Grimari
- Boguila
- Batangafo

La troisième guerre civile centrafricaine est un conflit inter-communautaire apparu au cours de l'année 2013 en République centrafricaine.
Elle oppose notamment les milices de la Seleka, à majorité musulmane et fidèle au président Michel Djotodia, à des groupes d'auto-défense chrétiens et animistes, les anti-balaka, fidèles à l'ancien président François Bozizé et accusés d'être soutenus par des anciens militaires des Forces armées centrafricaines.
Le conflit se caractérise par de nombreuses exactions contre les civils, musulmans ou chrétiens. Un grand nombre d'entre eux fuient les villages pour se réfugier dans la brousse. La situation débouche sur une crise humanitaire importante, aggravée par le chaos sécuritaire.
Le 5 décembre 2013, alors que de violents combats éclatent à Bangui et Bossangoa, une résolution de l'ONU autorise le déploiement de la MISCA, appuyée par la France afin d'intervenir pour stabiliser la situation.
Le 23 juillet 2014, les belligérants signent un accord de cessation des hostilités à Brazzaville. Le calme, tant à Bangui que dans le reste du pays, reste toutefois précaire.

## Contexte

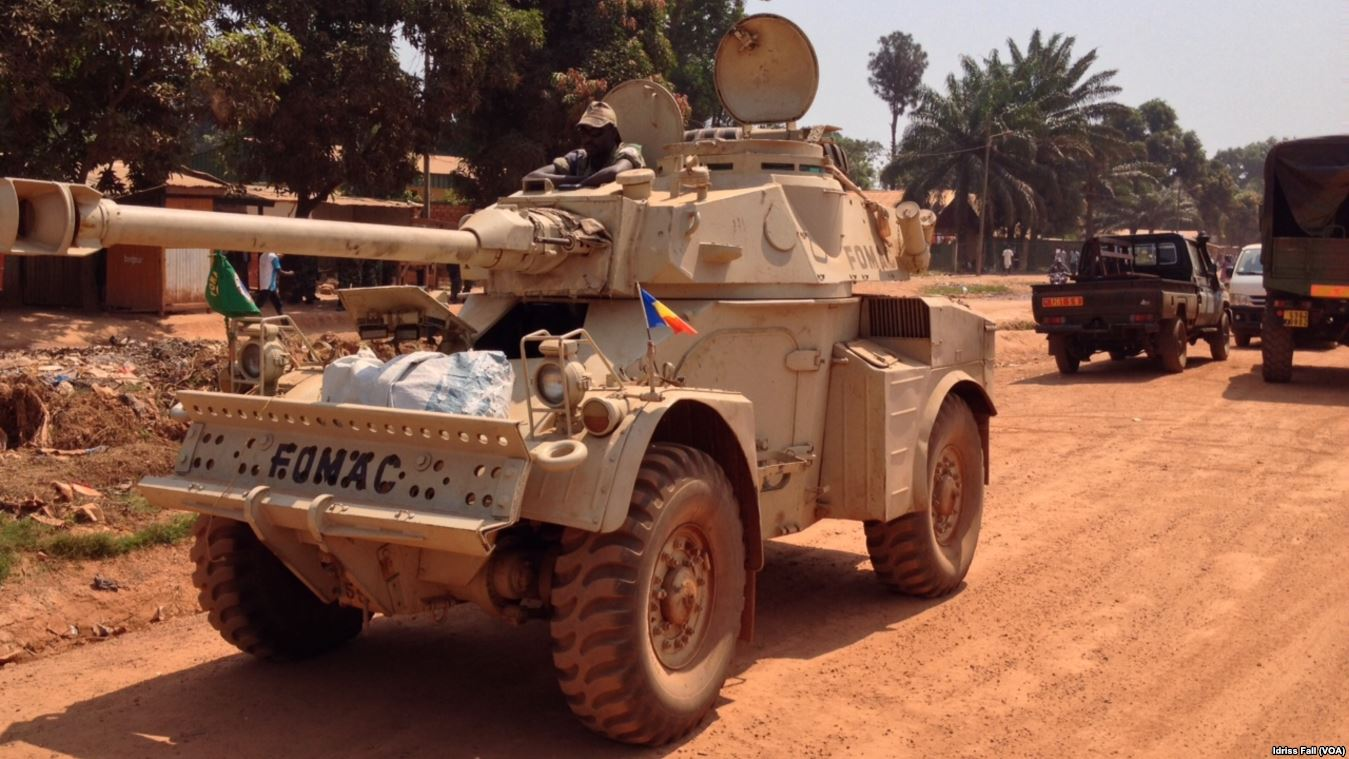
Un blindé Panhard AML (Eland) tchadien de la FOMAC, le 22 décembre 2013, à Bangui.

À la suite de la victoire militaire de Michel Djotodia sur François Bozizé en mars 2013 à l'issue de la deuxième guerre civile centrafricaine, la stabilité n'est pas revenue dans le pays. Les combats entre milices d'autodéfense appelées anti-balaka (« antimachettes ») et les troupes de la Seleka se multiplient à partir d'octobre 2013 et l’État ne semble plus en mesure de faire régner l'ordre. La force multinationale de l'Afrique centrale déployée par la Communauté économique des États de l'Afrique centrale pour aider à sécuriser la région est dépassée.
Le 5 décembre 2013, par la résolution 2127, le conseil de sécurité des Nations unies autorise le « déploiement de la Mission internationale de soutien à la Centrafrique sous conduite africaine (MISCA) pour une période de 12 mois » officiellement pour mettre fin à la « faillite totale de l'ordre public, l'absence de l'état de droit et les tensions interconfessionnelles ». La MISCA est appuyée par des forces françaises autorisées à prendre « toutes les mesures nécessaires ».

## Déroulement

### Violences des Seleka

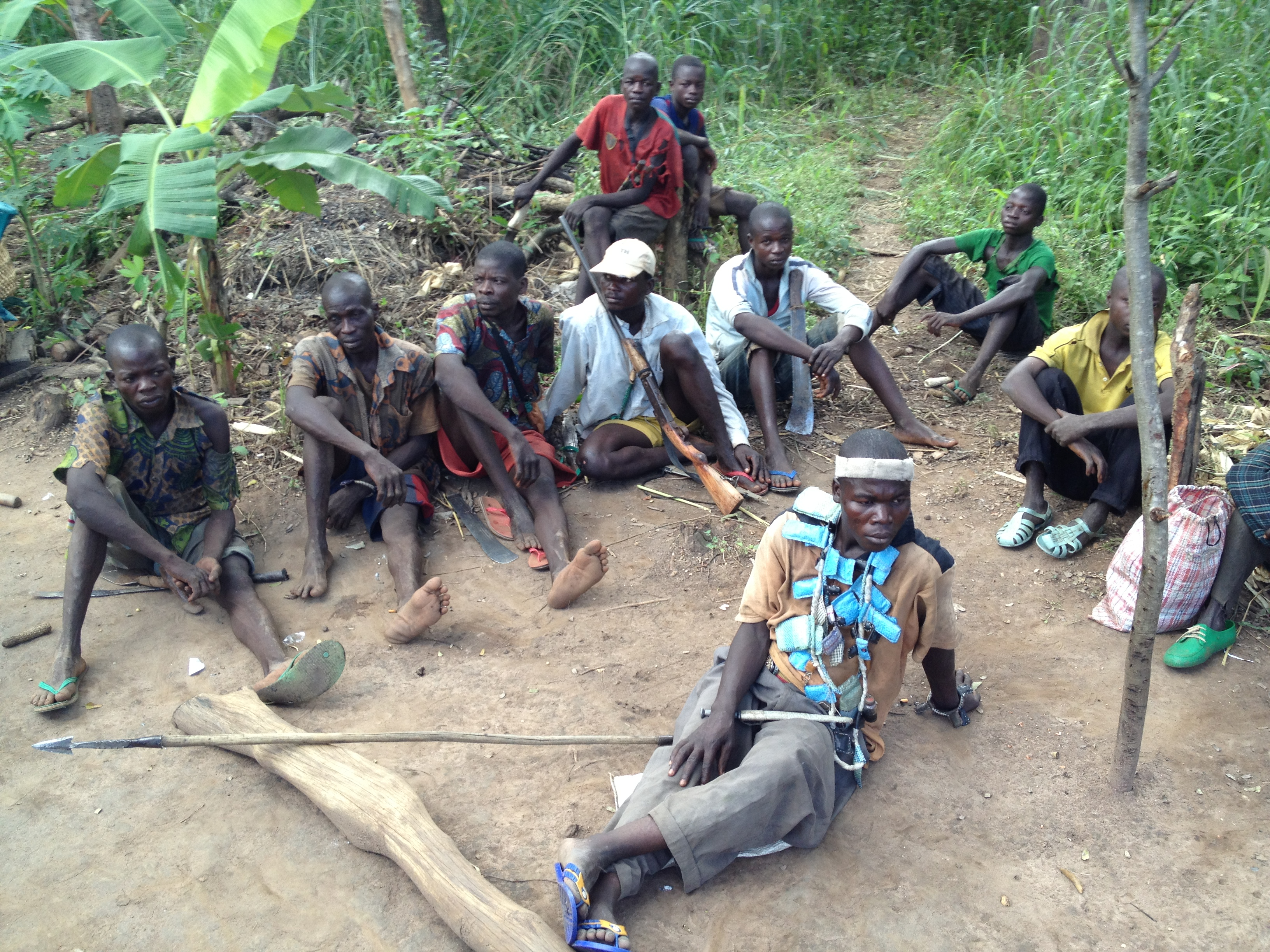
Forces anti-balaka à Bossangoa, le 15 octobre 2013.

Entre mars et juin 2013, de très nombreuses exactions sont commises par les membres de la Seleka, milice musulmane. Human Rights Watch, présent sur place, chiffre à un millier le nombre de maisons ou habitations détruites, et dénombre des dizaines de victimes. Un total de 34 villages comme Bogoro, Bobafio, Kadi ou Gbadene ont été entièrement brûlés. Plusieurs dizaines de cas de viols ont été recensés.
Le 27 mars, la Seleka tue 17 habitants du quartier Damala, de Bangui. Le 13 avril, une voiture de la Seleka fonce dans un cortège funèbre, déclenchant de la part de la foule des hostilités avant que les miliciens n'ouvrent le feu, tuant 18 civils. Les 13 et 14 avril, les membres de la Seleka investissent le quartier de Boy-Rabé, majoritairement chrétien, tuant 28 personnes dont des enfants. Le 15 avril, voulant réquisitionner de force un camion, des miliciens abattent l'épouse et l'enfant de 8 mois du chauffeur. Courant avril, des habitants découvrent les corps de nombreux membres des Forces armées centrafricaines, exécutés. Le 19 mai, 12 personnes tentant de fuir sont abattues sur la route de Bossangoa-Boguila.
En juin 2013, Claude Guéant est reçu par Djotodia à Bangui.
Début juillet 2013, une vingtaine d’employés d’une société de sécurité privée prennent en charge la protection rapprochée de Djotodia,. Jérôme Gomboc, commande cette petite armée privée au camp Roux, à Bangui, pour le compte de la société Roussel, basée à Fréjus. Selon Jeune Afrique, l’ambassade de France à Bangui ne parvient pas à convaincre le président Djotodia de les renvoyer, la société Roussel G-Sécurité, étant immatriculée dans l’État du Delaware, aux États-Unis.
Le 18 juillet Jean-Christophe Mitterrand rend visite au président centrafricain putchiste Djotodia. Parmi ses accompagnateurs figurent l’homme d’affaires Ibrahim Aoudou Paco connecté aux milieux miniers, ex-député de la ville diamantifère de Carnot, Emile Gros Raymond Nakombo, ex-directeur général adjoint de la Banque populaire maroco-centrafricaine (BPMC) et candidat à la présidentielle de 2011 pour le Rassemblement démocratique de Centrafrique (RDC) d’André Kolingba, et le linguiste centrafricain Marcel Diki-Kidiri.
Début août Gomboc est nommé conseiller spécial chargé de la sécurité du président de la transition Djotodia.
Le 7 septembre, 2 membres d'une ONG française sont tués, probablement par des membres de la Seleka. Devant les critiques, le président par intérim, Michel Djotodia, déclare dissoudre la coalition Seleka, mais la majorité des miliciens refusent de désarmer.

### L'insurrection anti-balaka
Début septembre 2013, des villageois, excédés par les exactions de la Seleka, créent des milices d'auto-défense, les anti-balaka. Ils sont surtout concentrés dans la région de Bossangoa, ancien fief du président Bozizé. Le 6 septembre, ces milices attaquent des bases de la Seleka et des communautés musulmanes, tuant plusieurs dizaines de personnes. Ces premières attaques ont lieu notamment à Zéré. Des réfugiés commencent à arriver à Bossangoa le 8 septembre. Le 15, ils sont 15 000 à être réunis sur les terrains de l'archevêché. Le 9 septembre, des heurts à Bouca sont provoqués par une attaque d'anti-balaka. Une quarantaine de musulmans sont tués, 250 maisons brûlées. En représailles, la Seleka investit à son tour la ville, tuant une trentaine de chrétiens, et détruisant 300 maisons.
Début octobre, à quelques jours de la visite de Laurent Fabius, les agents de sécurité français engagés par Michel Djotodia, le président de la transition, quittent la Centrafrique. Nommé en août conseiller spécial chargé de la sécurité du président de la transition, Gomboc reste pour sa part à Bangui.
Le 26 octobre, des miliciens anti-balaka attaquent la ville de Bouar où sont présents des membres de la Seleka. Les combats font 5 morts chez ces derniers, et 6 miliciens anti-balaka. Deux membres de la Seleka visent une maison où se seraient retranchés des anti-balaka, tuant en réalité 18 civils et en blessant 12 autres.
Le 10 novembre, les forces de la Seleka incendient le village de Camp Bangui, détruisant 235 habitations.
Le 2 décembre, des anti-balaka attaquent des éleveurs peuls musulmans, tuant une douzaine d'entre eux dont des enfants. Plusieurs civils sont tués en représailles par la Seleka.
Le 5 décembre, les milices anti-balaka prennent part à la bataille de Bangui, épaulés par des anciens membres des Forces armées centrafricaines. Selon Amnesty International, les Anti-Balaka tuent environ 60 hommes musulmans. Par la suite les hommes de la Seleka tuent en représailles environ 1 000 chrétiens en deux jours, dont quelques femmes et enfants. Des exactions se poursuivent les jours suivants, au moins 90 personnes sont assassinées entre le 8 et le 18 décembre.
Des combats ont aussi lieu à Bossangoa.

### Déclenchement de l'opération Sangaris et déploiement de la MISCA

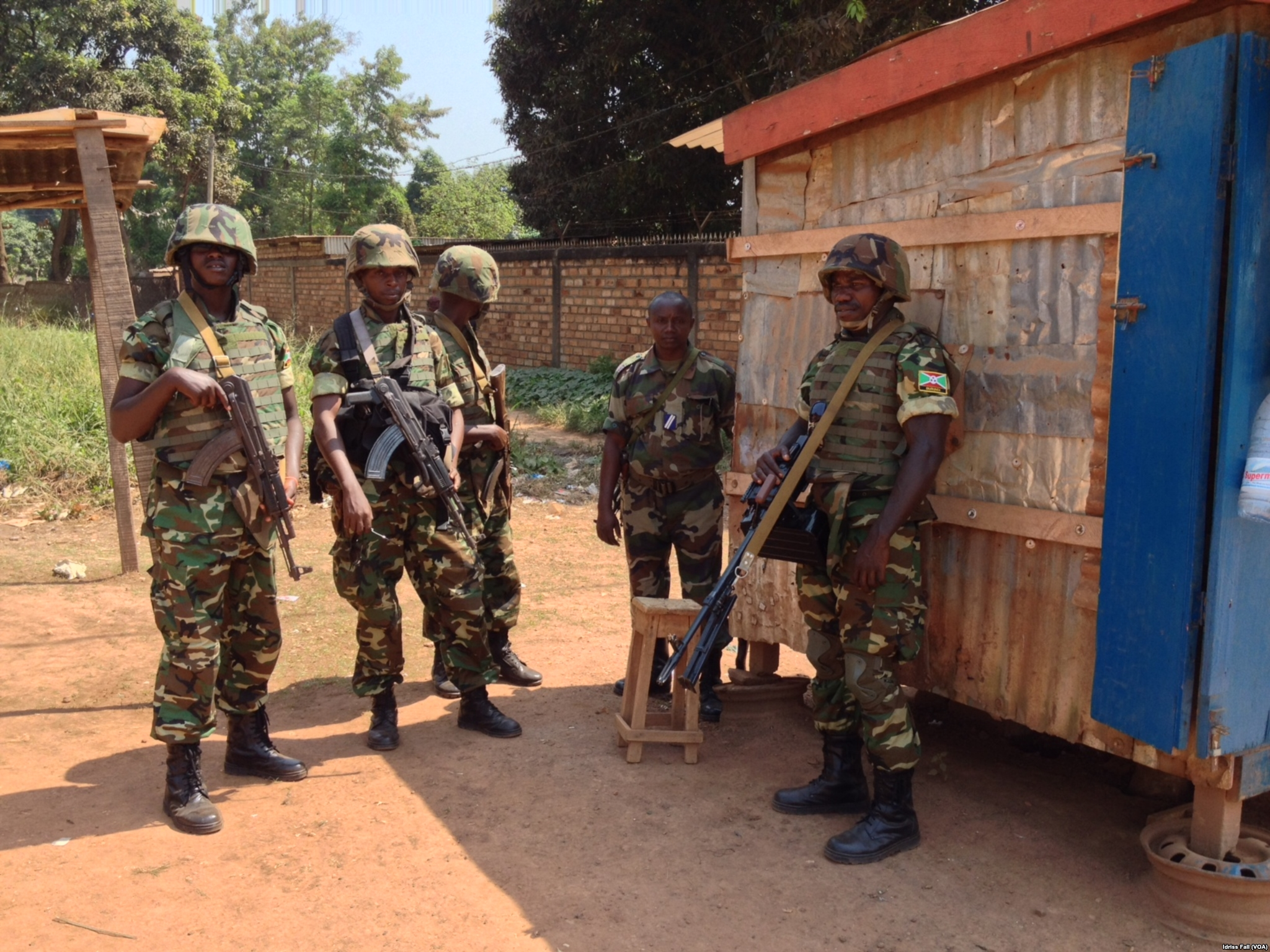
Soldats Burundais de la MISCA, le 22 décembre 2013, à Bangui.

À la suite de l'adoption à l'unanimité de la résolution 2 127 du conseil de sécurité des Nations unies, la France annonce, le 5 décembre 2013, l'envoi de 1 200 soldats pour rétablir la sécurité dans le pays dans le cadre de l'Opération Sangaris et le conseil de sécurité des Nations unies décide la mise en place de la mission internationale de soutien à la Centrafrique sous conduite africaine (MISCA).
Fin décembre 2013, les civils tchadiens fuient Bangui, la capitale de la Centrafrique. En effet, le Tchad et son président Idriss Déby sont considérés comme des « faiseurs de roi » dans cette partie de l'Afrique, et ont successivement soutenu François Bozizé pour emporter la présidence centrafricaine en 2003 puis Michel Djotodia et la rébellion de la Séléka (musulmane) en 2013, que de nombreuses exactions contre les civils centrafricains (chrétiens) ont rendu impopulaires.
Selon une enquête de Human Rights Watch, le 22 décembre, à Bossangoa, des soldats de la République du Congo arrêtent trois chefs anti-balaka, ce qui provoque la colère de plusieurs réfugiés qui menacent un soldat congolais isolé. Celui-ci tue un jeune homme mais est ensuite lynché à mort par la foule. En représailles des soldats congolais torturent à mort deux des chefs anti-balaka, le troisième ayant entre-temps été libéré à la demande des Français,.

### Le conflit s'étend

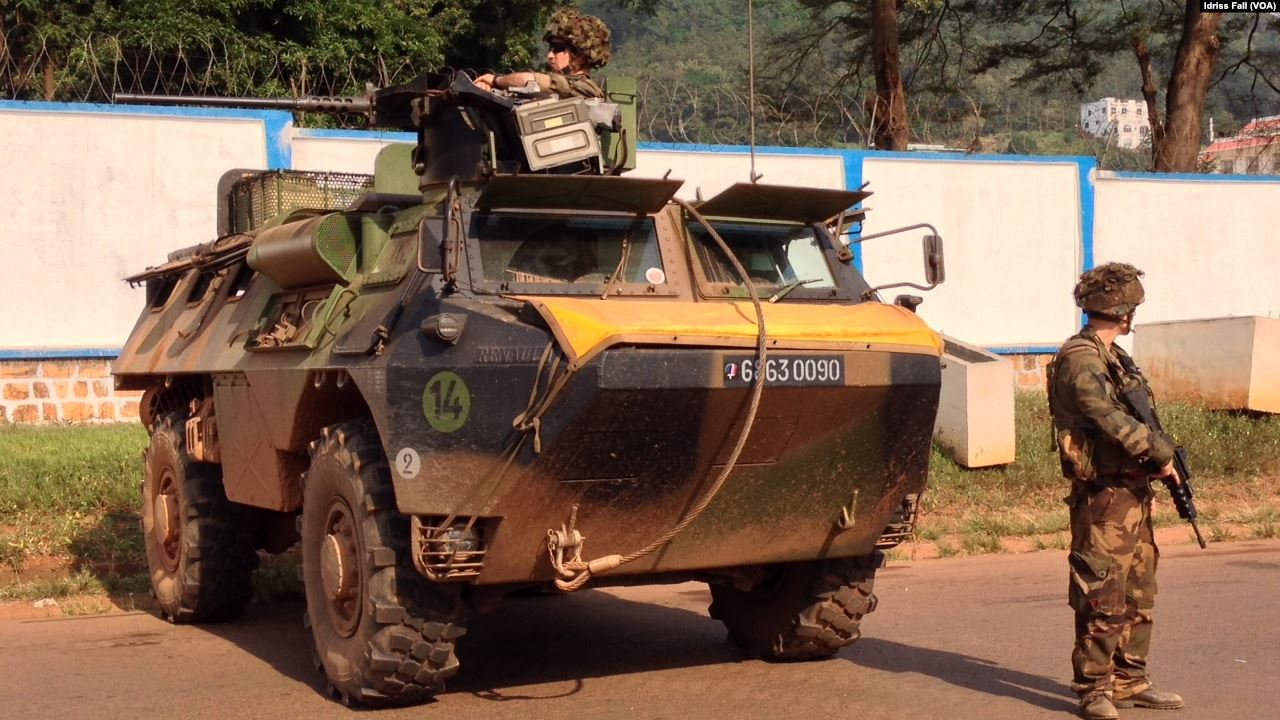
Soldats français de l'Opération Sangaris, le 22 décembre 2013, à Bangui.

Le 10 janvier 2014, le président de la transition centrafricaine Michel Djotodia et son premier ministre Nicolas Tiangaye annoncent leur démission lors d'un sommet extraordinaire de la communauté économique des États de l'Afrique centrale (CEEAC),.
Le 20 janvier, le conseil national de transition de la République centrafricaine élit Catherine Samba-Panza comme Chef de l'État de transition de la République centrafricaine.
En janvier le mouvement Révolution et Justice et branche armée ; les Forces Spéciales de Révolution Justice (FS-RJ), dirigé par le commandant Sayo attaque la Seleka dans le nord-ouest du pays. Le mouvement publie plusieurs communiqués dans lequel il prétend avoir remporté plusieurs combats contre les Seleka. Selon eux, le 17 janvier, ils battent les Seleka entre Boguila et Goré. Le 19, un nouvel affrontement a lieu à Sido, entre Markounda et Bossangoa. Le 22, les FS-RJ déclarent avoir tué 22 combattants des Seleka à Boguila après des combats de deux jours contre aucune perte dans leurs rangs, puis s'être emparé de Bodjomo,.
Plusieurs massacres sont commis en janvier. Selon un rapport d'Amnesty International publié le 12 février 2014, les massacres commis par les anti-balaka contre les musulmans font environ 30 morts à Boyali le 8 janvier, cinq à Boali le 17, au moins 43 à Bossemptélé du 16 au 18 janvier, plus de 100 à Bossembélé le 18 janvier. De leurs côtés, les Selekas massacrent 24 chrétiens à Bata le 31 décembre 2013, puis plus de 100 autres à Baoro le 22 janvier 2014. Le 29 des affrontements à Boda font au moins 84 morts dans les deux camps selon la Croix Rouge.
En février des anti-balaka assassinent 72 hommes à Guen, non loin dans un autre village les Séléka tuent 19 personnes.
Le 23 février, un soldat français est tué à Bouar, dans un accident de la route. Deux autres soldats à bord du VBL sont blessés.
Le 24 mars, des soldats congolais de la MISCA repoussent une attaque d'anti-balaka. L'affrontement fait un mort du côté des Congolais, douze chez les assaillants. Mais selon Human Rights Watch après ce combat, les soldats de la République du Congo capturent 11 à 18 civils, dont au moins quatre femmes, qui sont probablement exécutés par la suite,.
Le 3 avril, après un incident à Bangui qui fait plusieurs morts, le Tchad annonce le retrait de ses forces de la République centrafricaine, dénonçant « un lynchage médiatique et politique ».
Le 10 avril, des affrontements à Dékoa entre Seleka et anti-balaka font au moins 37 morts.
Du 13 au 16 avril, des combats à Grimari entre Seleka et Anti-Balaka font plusieurs dizaines de morts. Les Français interviennent mais ils sont attaqués le 20 par une vingtaine d'Anti-Balaka, les militaires répliquent et tuent cinq assaillants.
Le 26 avril, un groupe de Seleka attaque Boguila après avoir assassiné plusieurs personnes en chemin. Les rebelles tuent 16 personnes dans l'hôpital, dont trois employés de Médecins sans frontières. Ils se replient ensuite sur Bémal,.
Le 1er mai, Markounda est attaquée par des rebelles Peuls qui tuent 20 à 30 personnes, 15 000 habitants prennent alors la fuite et se réfugient à Komba, au Tchad,. Au début du mois, d'autres violences à Paoua font au moins 55 morts.
Entre le 1er et le 5 mai, des affrontements ont également lieu à Mala entre Seleka et Anti-Balaka, faisant au moins 30 morts et environ 10 blessés.
Après ces violences, les forces françaises de l'Opération Sangaris lancent une mission de reconnaissance entre Bossangoa et Paoua. Mais le 5 mai, à Boguila, les Français sont attaqués par un groupe d'une quarantaine d'hommes armés qui feraient peut-être parti des Seleka venus de Bémal. L'attaque est repoussée après trois heures de combats et 10 à 15 assaillants sont tués. Les Français ne déplorent ni mort ni blessé,,,,.
Le 6 mai, des combats entre Seleka et Anti-Balaka font 13 morts à Kaga-Bandoro, dont deux civils. Le 10 mai, des Seleka et des Peuls insurgés attaquent le village de Dissikou, près de Kaga-Bandoro, et tuent plusieurs habitants, 13 personnes sont notamment brûlées vives dans une maison.
Le 11 mai, à Gallo, un village situé sur la frontière camerounaise, entre Bouar et Garoua-Boulaï, des Anti-Balaka tombent dans une embuscade tendue par des Seleka et des Peuls insurgés. L'affrontement fait au moins quatre morts du côté des Anti-Balaka et six chez les Seleka et les Peuls. Camille Lepage, une photojournaliste française, qui voyageait avec les Anti-Balaka est également tuée dans ce combat. Son corps est retrouvé le 13 mai, dans un véhicule conduit par des Anti-Balaka lors d'une fouille effectuée par des soldats français dans la région de Bouar,.
Le 5 juin, des combats ont lieu à Boyo, selon un officier Seleka, un homme de son mouvement est tué, ainsi que 18 anti-balaka. Les 9 et 10 juin, des combats entre Seleka et anti-balaka font au moins 22 morts au village de Liwa, près de la ville de Bambari, où après l'affrontement, les Seleka exécutent publiquement deux prisonniers.
Le 19 juin, à Sabanga, des hommes de la Séléka massacrent cinq personnes d'une famille, dont deux enfants.
Le 30 juin, au village de Kono, dans la région de Nzako au sud-est de la République centrafricaine, l'armée ougandaise attaque des soldats Seleka en les prenant à tort pour des hommes de l'Armée de résistance du Seigneur. Le combat fait au moins 15 morts chez les Seleka et plusieurs tués du côté des Ougandais.
Vers la fin du mois de juin des combats entre Seleka et anti-balaka dans le centre de la ville Bambari font une centaine de morts. Deux semaines plus tard, le 7 juillet, des Seleka attaquent la cathédrale catholique Saint-Joseph, 26 personnes, dont 11 femmes, sont tuées et 35 autres sont blessées selon la Croix-Rouge.

### Accords de cessation des hostilités

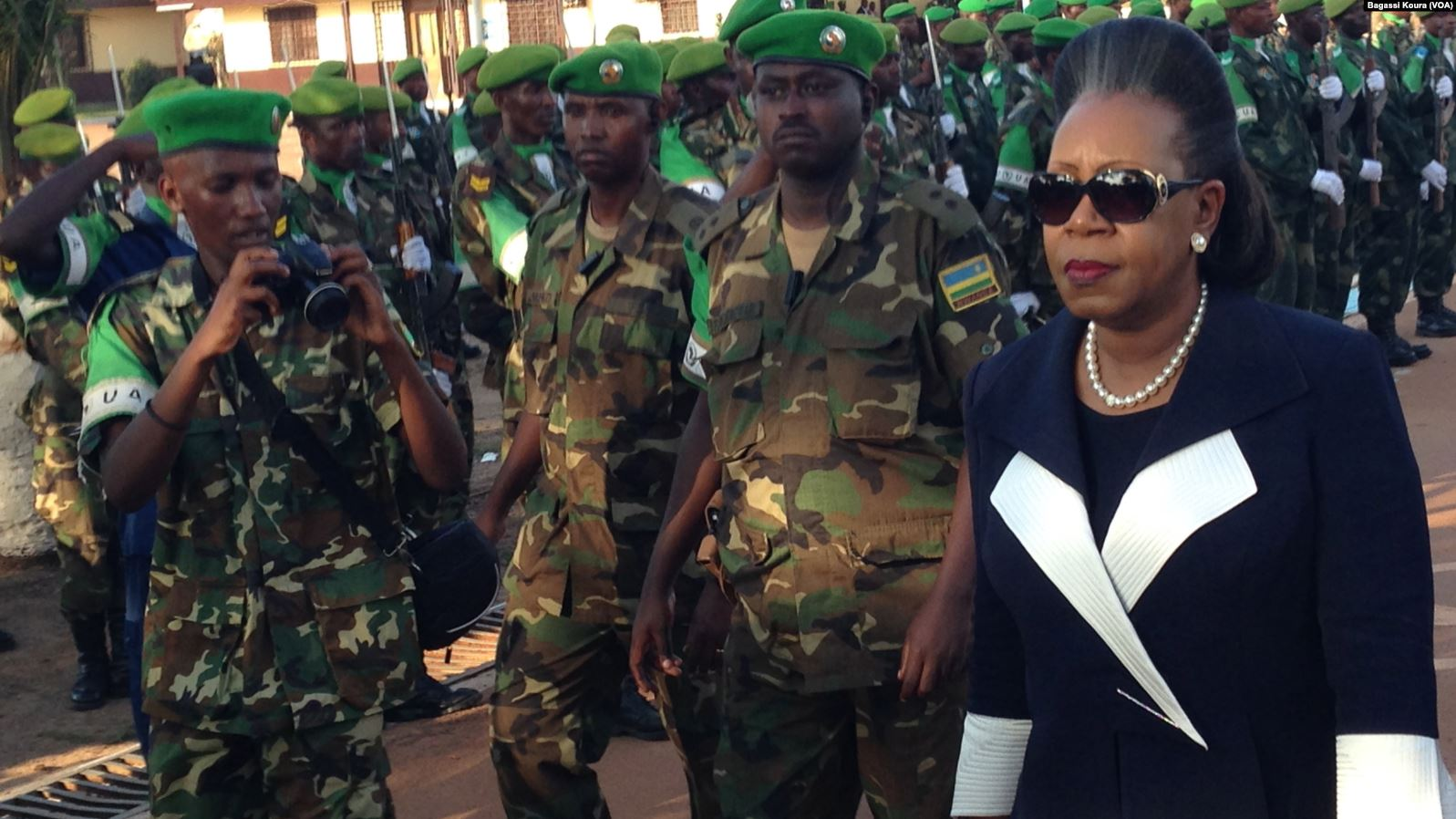
La présidente centrafricaine Catherine Samba-Panza et des militaires rwandais de la MISCA au cours d'une cérémonie en hommage aux troupes de l’Union Africaine, le 13 septembre 2014.

Le 23 juillet 2014, un accord de cessation des hostilités est signé à Brazzaville après trois jours de négociations. Le texte est signé par Mohamed Moussa Dhaffane pour les Seleka, par Patrice-Edouard Ngaissona pour les Anti-Balaka et par une quarantaine d'autres délégués, dont Denis Sassou-Nguesso, président de la République du Congo, l'archevêque de Bangui Dieudonné Nzapalainga, et l'imam Layama Kobine, président de la communauté islamique de République centrafricaine.
Cependant une faction des Seleka menée par le général Joseph Zoundéko rejette l'accord de cessez-le-feu. Installé à Bambari avec plusieurs centaines d'hommes, ce dernier réclame la partition de la République centrafricaine. Un autre groupe de Seleka, basé à Birao, n'a quant à lui pas pris part aux négociations.
Le 28 janvier 2015, un accord est signé à Nairobi entre partisans de Michel Djotodia - membres de l'ex-Seleka, rebaptisée FPRC - de François Bozizé - une partie de la mouvance anti-balaka - après des négociations entamées en décembre. Cependant les autorités de transition de Bangui, à la tête desquelles se trouve la présidente centrafricaine Catherine Samba-Panza, ne sont pas associées à l'accord et le rejettent. Le vice-médiateur, Soumeilou Boubeï Maïga, déclare que le texte ne peut être validé,,.
Le 10 mai 2015, réunis dans le cadre du Forum de Bangui, la Seleka et les anti-balaka signent un accord de désarmement, de démobilisation et de réinsertion.

### Affrontements en août
Le 30 et le 31 juillet 2014, des combats éclatent à Batangafo lorsque des anti-balaka attaquent des bases Seleka. Les violences font au moins 22 morts et des dizaines de blessés, en majorité des civils.
Le 4 août, des affrontements éclatent entre une mission de reconnaissance française et une centaine de soldats Seleka près de Batangafo. Soutenus par des avions de chasse Rafale et des hélicoptères, les Français prennent l'avantage sans subir de pertes,,. Les combats reprennent le lendemain à Batangafo, le bilan est de deux soldats français blessés, deux soldats congolais tués, ainsi que plus de 60 hommes de la Seleka,.
Du 13 au 15 août, les Seleka et des Peuls insurgés attaquent huit villages des environs de Mbrès et massacrent 30 à 40 habitants,.
Les 25 et 26 août, des affrontements opposent à Bambari deux factions de la Seleka, celle du général Ali Darass et celle du général Joseph Zoundéko. Les combats font au moins 17 morts et 24 blessés. Le calme revient le 28, les deux partis déclarent s'être réconciliés,,. Selon Human Rights Watch, le motif de leur querelle serait liée au contrôle des axes liés aux mines d'or.
Les 27 et 28, des combats entre miliciens peuls et anti-balaka font au moins 11 morts dans le village de Ngakobo.

### Diminution progressive des violences
Le 15 septembre 2014 la totalité des forces africaines de la MISCA passent sous l'autorité de la MINUSCA. Lors d'une cérémonie à Bangui, au Camp M’Poko, les soldats africains échangent leurs bérets verts pour des bérets bleus.
Des épisodes ponctuels de violences se poursuivent cependant. Le 1er octobre, des hommes armés attaquent un camp de réfugiés à Bambari, entraînant la riposte des casques bleus. Les violences font cinq morts et dix blessés. Le 10 octobre, à Dékoa, 14 personnes dont trois femmes et quatre enfants sont massacrées par les Sélékas. Les Français interviennent et tuent au moins six hommes de la Séléka, dont un colonel,. Au début du même mois, à Bambari, sept musulmans sont mis en pièces à l'arme blanche et démembrés par des anti-balaka. Quelques jours plus tard, d'autres anti-balaka assassinent cinq personnes dans les villages de Bangao et Bomballa, accusées de collaborer avec les Séléka, qui de leur côté exécutent publiquement deux hommes à Kouango, accusés de faire partie des anti-balaka.
Le 21 octobre, des soldats congolais de la MINUSCA interviennent dans le centre du pays et délivrent 67 personnes qui étaient détenues par la Séléka. Le 26 novembre, le FDPC, membre de la Seleka, libère 26 otages, dont 15 ressortissants camerounais et un missionnaire polonais. Le 16 décembre, trois jours après une cérémonie de réconciliation, des affrontements éclatent à Mbrès entre Selekas et anti-balaka, faisant au moins 28 morts selon la Croix-rouge,. Le 19, des anti-balaka attaquent le village de Gbotobadia, près de Bambari, tenu par une dizaine d'hommes de la Seleka. Ces derniers sont submergés mais appellent des renforts qui repoussent les assaillants. Le bilan est d'au moins quatorze maisons incendiées, quatre Seleka tués et quatre autres blessés, trois civils sont morts et le corps d'un anti-balaka est retrouvé,. Le 21 décembre, au sud-ouest du pays, des Peuls armés tuent huit personnes à Gamboula et dix autres à Nola. Le 23, une attaque dans les villages de Bondoo et Tanga fait au moins huit morts, dont deux femmes tandis qu'à Carnot des affrontements font au moins deux tués et cinq blessés. À Bambari, la nuit du 5 au 6 janvier 2015, des affrontements entre anti-balaka font quelques morts.
Le 18 janvier 2015, Rodrigue Ngaïbona, dit « le général Andjilo », un important chef anti-balaka, accusé d'exactions lors de la bataille de Bangui, est arrêté par la MINUSCA à Bouca,. En représailles, le lendemain des anti-balaka enlèvent à Bangui une humanitaire française, Claudia Priest, et un religieux centrafricain, le frère Gustave,,. Le surlendemain, une employée de l'ONU est enlevée à son tour dans le quartier Combattant, à Bangui avant d'être finalement relâchée quelques heures plus tard à la suite de négociations. Le 23 janvier, les deux otages sont finalement libérés après une médiation assurée par l'archevêque de Bangui, Dieudonné Nzapalainga,,,,,. Le 25 janvier, le ministre de la Jeunesse et des Sports, Armel Sayo, l'ancien chef de Révolution et Justice, est enlevé à son tour par des anti-balaka du général Andjilo dans le huitième arrondissement de Bangui. Il est finalement libéré le 11 février,,,.
Le 10 février 2015, les troupes de la MINUSCA et les Français se rendent à Bria pour restaurer l'autorité de l'État mais ils se heurtent aux hommes de l'ex-Seleka qui occupent la ville. Les combats éclatent lorsque les forces internationales décident de reprendre les bâtiments officiels, la Seleka perd au moins six hommes tués et cède le contrôle de la ville,.

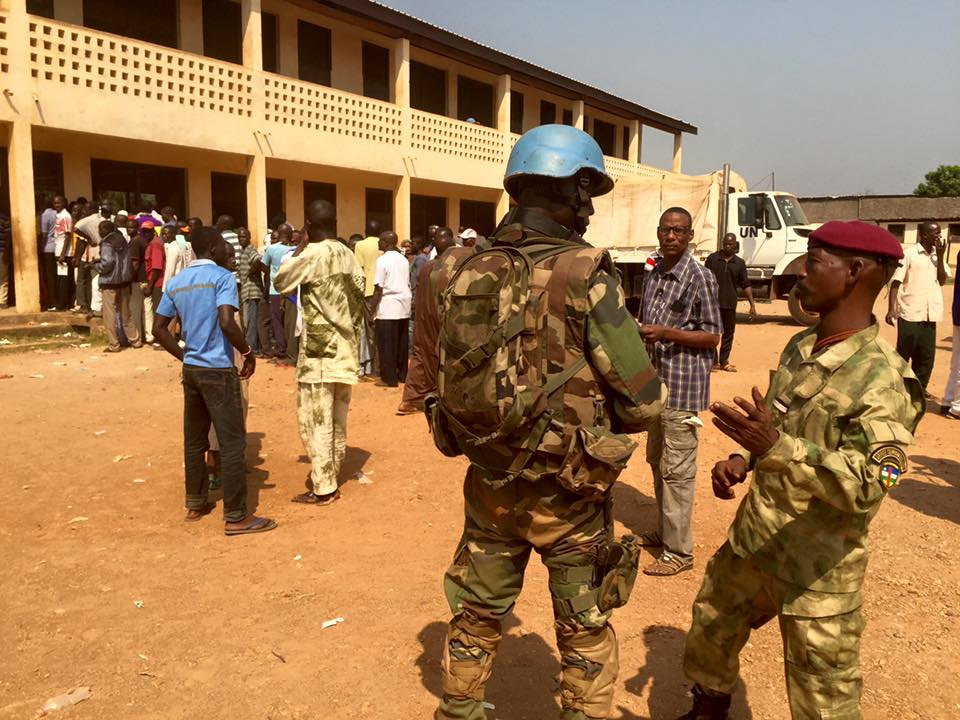
Un soldat de la MINUSCA déployé après des échanges de tirs avec un groupe armé souhaitant perturber le référendum constitutionnel centrafricain de 2015, le 13 décembre 2015.

Le 12 octobre 2016, des violences éclatent à Kaga-Bandoro, lorsqu'un ex-milicien de la Seleka est tué en tentant de voler un groupe électrogène d’une radio locale. En représailles, les hommes du général Al-Khatim attaquent un camp de déplacés et tuent 45 personnes. Les troupes de la MINUSCA interviennent alors et abattent 12 hommes de la Seleka,. 
Le 31 octobre 2016, la France met fin à l'Opération Sangaris.
Le 13 mai 2017, une soudaine flambée de violence a lieu à Bangassou : 17 à 115 personnes sont tuées dans une attaque.

### Installation du chaos
En 2017, plus de 80 % du territoire de la République centrafricaine est sous le contrôle ou l’influence d'une des quatorze factions armées et subit les intrusions de mercenaires venus des pays limitrophes.
Parmi ces groupes, les chefs de trois groupes armés issus des ex-Séléka (le Front populaire pour la renaissance de la Centrafrique de Noureddine Adam ; le Rassemblement patriotique pour le renouveau de la Centrafrique de Zakaria Damane (en) ; le Mouvement patriotique pour la Centrafrique de Mahamat Al-Khatim) et d’un groupe issu du mouvement anti-balaka (dirigé par Maxime Mokom (en), le neveu de l'ancien président François Bozizé) ont formé une coalition opportuniste.

## Conséquences humanitaires
Courant octobre 2013, environ 40 000 chrétiens ont trouvé refuge sur les terrains de l'archevêché de Bossangoa. De même, dans la même ville, près de 2 000 musulmans se sont réfugiés dans une école, à l'intérieur de la ville.
Fin octobre, une journaliste de TV5 Monde estime à 300 000 le nombre de déplacés, éparpillés pour la plupart dans la brousse. Des cas de viols nombreux sont évoqués. Au 6 décembre, alors que la situation est extrêmement tendue après les attaques de Bangui et Bossangoa, Valerie Amos, secrétaire générale adjointe des Nations unies chargée des affaires humanitaires, parle de 415 000 déplacés, et 1 300 000 personnes ayant besoin d'une assistance alimentaire, soit près de la moitié du pays. Elle dénombre 68 000 réfugiés dans les pays voisins. Ce nombre s'établit à 480 000 selon l'UNICEF.
De fin décembre 2013 à début février 2014, 17 000 musulmans de la République centrafricaine ont fui au Cameroun et 52 000 ont trouvé refuge au Tchad.
Début janvier 2014, on relève 100 000 habitants chrétiens de Bangui dans le camp de réfugiés de l'aéroport de la ville, pour échapper aux massacres des milices (contre 55 000 le 23 décembre). Il s'agit du plus grand camp de la capitale et, bien qu'il n'y a ni sanitaires, ni eau potable, c'est l'un des seuls endroits sous protection de l'armée française.
Le 12 février, Amnesty International dénonce un nettoyage ethnique commis par les anti-balaka contre les populations musulmanes.
Les massacres commis contre les civils musulmans provoquent également des réactions de la part des djihadistes. Dans un communiqué publié le 14 février, le groupe armée nigérian Boko Haram « promet de venger le sang des musulmans massacrés en Centrafrique ». Le 20, le mouvement armé Révolution et Justice prétend d'ailleurs avoir capturé deux hommes de Boko Haram à Sido, au nord du pays. Le 16 février, AQMI dénonce un « nettoyage ethnique » en citant le rapport d'Amnesty International, et un « nouvel épisode après le Mali dans la série de croisades haineuse contre l'Islam ». Le mouvement salafiste déclare également aux dirigeants français : « Vos crimes ne resteront pas impunis, la guerre entre vous et nous se poursuit ». Le 22 février, les talibans afghans publient également un communiqué dans lequel ils dénoncent un « génocide de musulmans » commis par des « bandits chrétiens criminels ».
En décembre 2014, l'ONG Save the Children recense 10 000 enfants soldats en République centrafricaine, précisant que leur nombre « a été multiplié par quatre » au cours des deux dernières années.

## Bilan humain
Selon un communiqué d'Amnesty International publié le 19 décembre 2013, environ 1 000 chrétiens sont massacrés par la Seleka rien que pour les journées du 5 au 8 décembre 2013 lors de la bataille de Bangui et des centaines de civils sont massacrés par les deux camps lors du mois de janvier.
À la fin du mois de janvier 2014, l'ONU estime que les violences ont fait 2 000 morts et un million de déplacés depuis décembre.
Dans un rapport publié le 1er novembre 2014, l'ONU estime que les violences ont fait 3 000 morts entre le 5 décembre 2013 et le 14 août 2014. Sur cette période les anti-balaka seraient responsables de la mort de 854 civils et de 7 travailleurs humanitaires tandis que la Séléka aurait tué 610 civils et 7 travailleurs humanitaires.
Human Rights Watch affirme avoir recensé la mort de 146 personnes dans les environs de Bambari, Bakala, Mbrès et Dékoa entre juin et début septembre.
En janvier 2015, un rapport d'une commission d'enquête de l'ONU affirme que des crimes de guerre et des crimes contre l'humanité ont été commis par la Seleka et les anti-balaka mais qu'il n'y a pas de preuve de génocide. Selon la commission le conflit en République centrafricaine a fait 3 000 à 6 000 morts en deux ans,.

### Webdocumentaires
- Centrafrique, sortir de l'abîme, webdocumentaire de RFI.

### Articles annexes
- Opération Sangaris
- Mission internationale de soutien à la Centrafrique sous conduite africaine
- EUFOR RCA
- MINUSCA (2014-)
- Déclaration d'entente de Khartoum
- Didier Kassaï